# Djuptjärnen (Häggdångers socken, Ångermanland)
Djuptjärnen är en sjö i Härnösands kommun i Ångermanland och ingår i Gådeån-Indalsälvens kustområde.